# Mít Đặc
Mít Đặc (tiếng Nga: Незнайкa) là một nhân vật hư cấu trong bộ ba tác phẩm Những cuộc phiêu lưu của Mít Đặc và các bạn, Mít Đặc ở thành phố Mặt Trời, Mít Đặc trên Mặt Trăng của nhà văn Nikolai Nosov.

## Đặc điểm
Mít Đặc (не знаю, có nghĩa là Tôi không biết) là một cậu bé trứ danh, được nhận ra với cái mũ rộng vành màu xanh biếc, một cái quần màu vàng, một cái áo màu da cam và một cái cà vạt màu xanh lá cây. Chú là mẫu người ưa màu mè sặc sỡ, có người bạn là chú Tịt Mũi. Hai người rất hay gây sự với nhau nhưng cũng xử hòa với nhau liên tục.
Mít Đặc là nhân vật chính trong ba phần của loạt truyện Cuộc phiêu lưu của Mít Đặc và các bạn, Mít Đặc ở thành phố Mặt Trời và Mít Đặc trên Mặt Trăng. Bộ ba tập truyện đều viết về cuộc phiêu lưu của các cô bé, cậu bé sống trong thành phố Hoa nằm trên bờ sông Dưa Chuột. Ở đấy có các phố mang tên: Phố Hoa Bìm Bìm, phố Hoa Cúc, phố Hoa Mua... Những cô cậu bé tí hon được miêu tả giống như những quả dưa chuột. Trong thế giới của họ, mỗi nhân vật có cái tên đúng như tính cách hoặc nghề nghiệp của họ.

## Lịch sử
Sở dĩ tên gọi Mít Đặc là vốn có lý do của nó.
Trong một lần đi chơi ngoài đồng, cậu bị một con bọ dừa húc phải, cậu ngã xuống. Thừa cơ, con bọ dừa bỏ chạy mất. Khi đứng dậy, Mít Đặc nhìn quanh không thấy gì, cứ tưởng là một mảnh của Mặt Trời rơi xuống, bèn hốt hoảng đến nhà Thủy Tinh. Thủy Tinh bảo:
:- Cậu chỉ nói khoác! Nếu vậy thì Trái Đất của chúng ta sẽ bị bẹp gí rồi! Nó to lắm, to hơn cả Trái Đất chúng ta.
:- Không thể! - Mít Đặc quả quyết - Hình như nó chả to hơn cái đĩa đâu!
Thủy Tinh giải thích:
:- Đúng là chúng mình thấy nó y như bằng cái đĩa nhưng tại vì nó ở rất xa. Thực ra, Mặt Trời là một quả cầu khổng lồ. Mình đã nhìn thấy nó trong ống kính của mình. Nếu nó chỉ rớt một mẩu nhỏ xíu thôi thì cũng đủ phá tan cả thành phố của chúng mình.
Mít Đặc bỏ chạy liền. Và đi đến đâu, chú đều nói:"Này, cậu có biết Mặt Trời to bằng nào không? Nó to hơn quả đất chúng ta. Có một mảnh Mặt Trời rời ra và rớt xuống rất nhanh. Chúng mình sẽ chết bẹp ráo. Thật là khiếp! Chính Thủy Tinh nói với mình đấy!"
Ai nghe cũng hốt hoảng vì họ đều biết Thủy Tinh là nhà thiên văn tài ba. Thành phố như bị đảo lộn. Mọi người thử nhìn lên Mặt Trời xem có đúng là nó bị rớt một mảnh không. Nhưng do Mặt Trời quá chói sáng khiến mọi người chảy nước mắt, nên ai cũng nghĩ Mít Đặc nói thật. Ở đâu cũng nhao nhao. Kèn Đồng vớ vội lấy cái kèn, Thuốc Nước vội vàng vơ màu với giấy. Bác sĩ Thuốc Viên quên mất túi thuốc của mình, chạy nháo nhào từ phòng này qua phòng nọ. Tròn Xoay vội vã vớ lấy đôi giày, cái nón và cái dù. Đúng lúc Nước Đường mang đi nước ngọt thì Biết Tuốt thét:
:- Đứng lại! Không phải sợ! Các cậu không biết Mít Đặc là tay bịp bợm có hạng à?
:- Cậu bảo ai bịp bợm? Chính Thủy Tinh nói với tớ đấy! Các cậu không tin thì cứ đi mà hỏi!
Cả bọn kéo nhau đi tìm Thủy Tinh. Đúng là Mít Đặc đã bịa ra cả. Và từ đó, Mít Đặc bị coi là tên đầu óc rỗng tuếch.
Sau đó, cậu đã quyết tâm học âm nhạc, nghệ thuật và làm thơ nhưng cậu đã không cố gắng mà chỉ gây rối và những phiền toái cho những người dạy mình và cậu bị mọi người đuổi đi. Tiếp theo, lờ đi sự báo trước của Bu Loong và Đinh Vít, Mít Đặc đã đi xe ô tô của họ và lao nó xuống sông Dưa Chuột và cuối cùng phải vào bệnh viện. Sau đó, cậu còn đánh nhau với cậu bạn thân Tịt Mũi về việc Tịt Mũi chơi với hai cô bạn Ruồi Con và Cúc Vàng.
Biết tuốt đề xuất làm một quả khinh khí cầu để đi phiêu lưu. Chú cùng những người bạn bắt đầu chế tạo và làm một quả bóng cao su lớn từ nhựa cây, chuẩn bị cái giỏ chở người. Quả bóng được thổi hơi nóng dần vào và được bao phủ với một cái lưới được dệt từ kén. Những cái dù, bao cát và dụng cụ cần thiết được chất lên và 16 chỗ ngồi cũng đã sẵn sàng. Mọi người đều tham gia vào làm, ngoại trừ Mít Đặc, cậu bận rộn vì quấy rối những người xung quanh và đưa ra những lời khuyên không cần thiết. Cậu cứ đứng từ xa và nghĩ "Nó sắp nổ rồi, đúng là nó sắp nổ rồi! ùm!". Ngày khởi hành đã đến, Biết Tuốt, Mít Đặc và 14 cậu bé tí hon nữa lên chiếc khinh khí cầu. Chú thợ săn Viên Đạn mang theo con chó Mực. Thuốc Nước thì mang giấy bút và màu vẽ... Vào thời gian này, cả nửa thành phố vẫn không tin rằng khinh khí cầu có thể bay lên được nhưng cuối cùng, mọi việc đã thành công. Tịt Mũi vẫy tay chào Mít Đặc nhưng Mít Đặc không thèm đáp lại.
Quả khinh khí cầu bay lên cao và xa được một thời gian thì nguội, nó bắt đầu hạ độ cao. Các bao cát dần được ném ra ngoài hết. Biết Tuốt bảo với các bạn là nên nhảy dù thôi, quả khinh khí cầu sắp xẹn rồi, và chú nhảy trước làm gương. Nhưng khi chú nhảy xuống, quả khinh khí cầu nhẹ bớt, lại bay lên cao. Nghe lời Mít Đặc, các bạn không nhảy nữa. Đến lúc quả cầu rơi thật, các chú chưa kịp oẳn tù tì để xem ai là người phải nhảy ra ngoài trước thì nó đã rơi xuống đất tại một nơi khác rất xa thành phố Hoa của họ, đó là thành phố Xanh. Cuộc du lịch trên không chấm dứt. Các cậu rơi xuống đất, mỗi người bắn một ngả và ở những thành phố khác nhau. Một số cậu tí hon bị thương đã được Mắt Xanh và các bạn đưa về nhà chăm sóc và băng bó. Tại nơi này, Mít Đặc lại ba hoa về việc đã nghĩ ra việc làm khinh khí cầu chu du khắp nơi, làm cho mọi người rất nể phục. Ở đây, có cô Mật Ngọt làm việc chữa bệnh giống như bác sĩ Thuốc Viên. Họa sĩ Thuốc Nước thì được các cô rất mến mộ vì tài vẽ của mình, cô nào cũng chỉ muốn chú vẽ cho chân dung có một đôi mắt thật to, một cặp lông mày thật cong, một cái mũi thẳng và một đôi môi mỏng dính... không cần biết có giống mình hay không. Biết Tuốt không rơi cùng chỗ các bạn và Mít Đặc nên cậu đã đi tìm các bạn chứ không quay về thành phố Hoa. Khi cậu đến nơi, mọi người mới vỡ lẽ ra mọi chuyện trước kia Mít Đặc kể chỉ là chuyện bịa. Mọi người tại thành phố này tổ chức vũ hội mừng các cậu đã khỏe trở lại và tìm thấy nhau, Mít Đặc xấu hổ không dám tham dự. Mắt Xanh là cô bạn thân của cậu đã đến khuyên nhủ và, cuối cùng, Mít Đặc đã nhận ra lỗi lầm và xin mọi người tha thứ. Buổi vũ hội đã diễn ra rất vui vẻ và sáng hôm sau, các cậu tí hon lên đường, đi bộ về thành phố Hoa và họ tìm lại được con chó Mực, đã quay về trước đó. Mắt Xanh và Mít Đặc hẹn sẽ viết thư cho nhau.